# Mastanabal
Mastanabal  est le plus jeune fils légitime de Massinissa, et le deuxième roi de la Numidie unifiée. Il est né vers 190 av. J.-C. et mort vers 140 av. J-C. à la suite d'une maladie.

## Biographie
Bien versé dans la littérature grecque, il apprend le droit. Sportif dans sa jeunesse, on dit que le prince participa aux courses de char aux jeux panathénaïques. C’était un sportif passionné d’équitation. Il possédait un haras de chevaux de race. Vers 168 av. J.-C. ou 164 av. J.-C., il remporta une médaille d'or à l’hippodrome d’Athènes aux Jeux Panathénaïques dans l’épreuve prestigieuse de course de chars à chevaux.
Selon le général romain Scipion Émilien, après la mort de son père en 148 av. J.-C., Mastanabal reçoit l'autorité sur l'administration de la Numidie. L'historien grec de l'époque romaine Appien affirme dans son œuvre Histoire romaine, que Mastanabal partagea le pouvoir avec ses frères Micipsa et Gulussa, recevant la charge des affaires judiciaires.
Alors que son frère aîné Gulussa part avec une division de cavalerie pour joindre les forces romaines qui combattaient Carthage pendant la troisième guerre punique, Mastanabal reste en Numidie avec son frère Micipsa.
Sa mort doit avoir eu lieu avant celle de Micipsa, c’est-à-dire en 140 av. J.-C.. L'historien Salluste affirme dans son ouvrage Guerre de Jugurtha, que Mastanabal succomba à une maladie. Jugurtha, un de ses fils, est plus tard adopté par son oncle Micipsa. Il devient ainsi le cohéritier du roi avec les propres enfants légitimes de celui-ci, Adherbal et Hiempsal, qu'il fit périr plus tard pour rester seul souverain. Son autre fils, Gauda (issu d’un second mariage), est fait héritier subsidiaire.